# Марцанело (Казерта)
Марцанело (итал. Marzanello) је насеље у Италији у округу Казерта, региону Кампанија.
Према процени из 2011. у насељу је живело 3012 становника. Насеље се налази на надморској висини од 149 м.